# Sonipat
Sonipat (en hindi: सोनीपत ) es una ciudad de la India, centro administrativo del distrito de Sonipat, en el estado de Haryana.

## Geografía
Se encuentra a una altitud de 226 m s. n. m. a 219 km de la capital estatal, Chandigarh, en la zona horaria UTC +5:30.

## Demografía
Según estimación 2011 contaba con una población de 295 669 habitantes.